# Långfallsgruvan

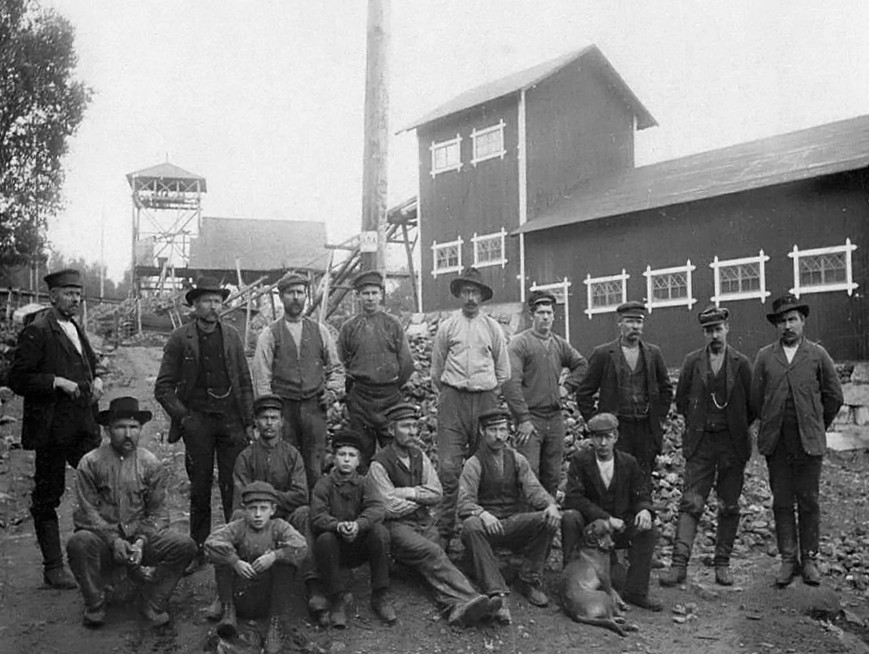
Arbetssyrkan vid Långfallsgruvan, 1910.

Långfallsgruvan, även kallad Saxbergets gruva eller Saxbergsgruvan, numera nerlagd sulfidmalmsgruva belägen två kilometer väster om Saxdalen i Ludvika kommun. Malmfyndigheten på Saxberget upptäcktes 1879 och gruvan var i drift från 1880-talet till 1988 då gruvan lades i malpåse. Uppfordringen av malm gjordes via ett donlägigt (lutande) schakt där malmhiss och personhiss gick på räls. 

## Historia

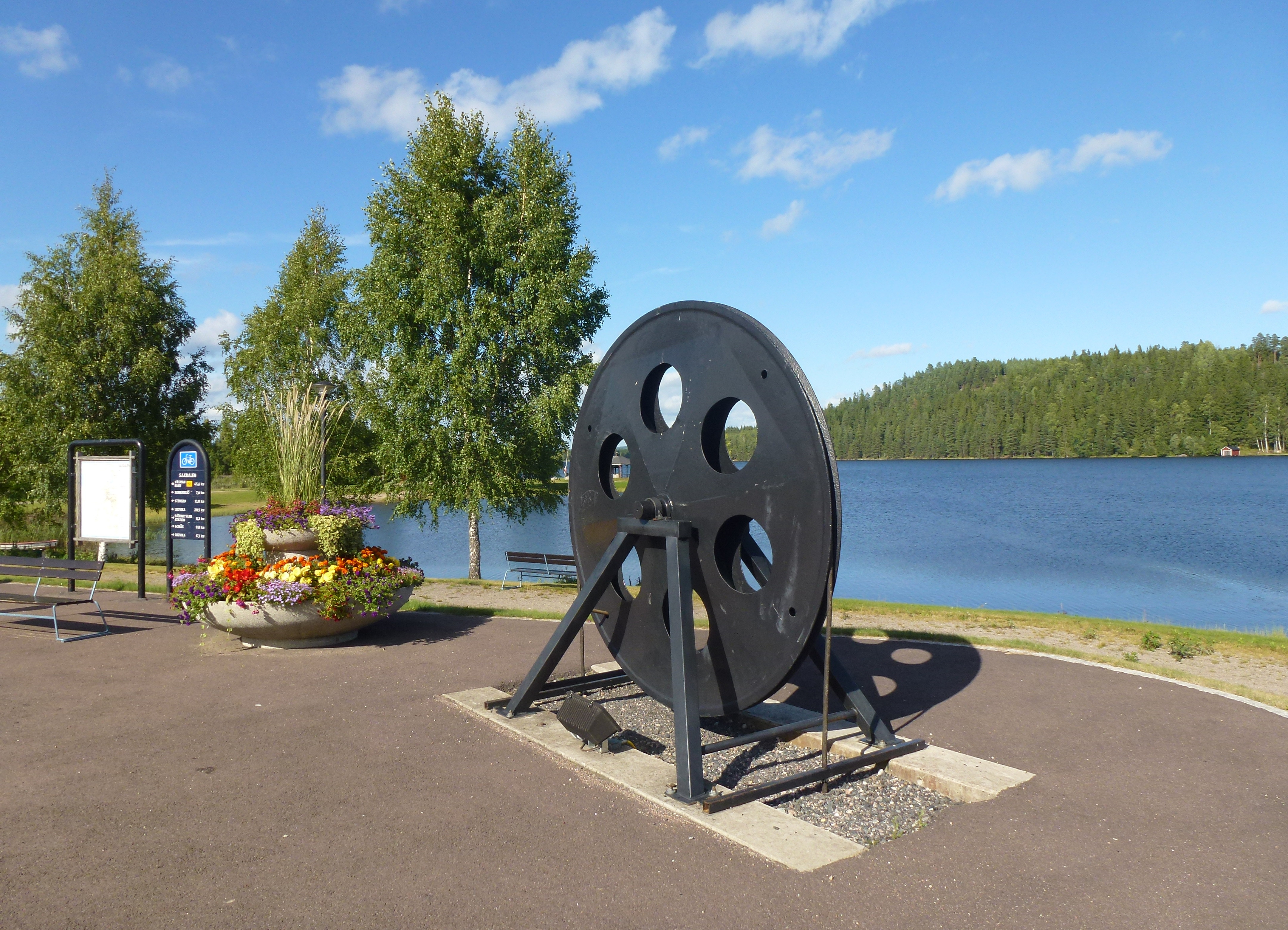
Rastplatsen i Saxdalen med minnet över Saxbergsgruvan.

Gruvfyndighetens upptäckare Skarp Jakob Jansson från Rävåla (numera Saxdalen) kolade 1848 två kolmilor på Saxberget tillsammans med sin bror Daniel. Skarp Jakob som var 12 år vid tillfället kunde inte glömma en del oförklarliga fenomen som inträffade när han och hans bror övernattade vid milan. Skarp Jakob hade hört talas om att där Råhanda (Bergfrun) ger sig tillkänna genom fenomen som de bröderna upplevde, där ska det finnas "gods" (malm).
Skarp Jakob gick senare flera gånger tillbaka till området med en kompass för att leta efter den malm han trodde fanns i berget. Han fann ett par platser där kompassen gav utslag. Malmfyndigheten var upptäckt tack vare att den huvudsakliga sulfidmalmen också innehöll mindre mängder magnetit  (magnetisk järnmalm).
Den första inmutningen gjordes 1880 under namnet Rålinjegruvan. Den första malmblottningen gjordes genom Rävlingeschaktet. Då utbytet inte var tillfredsställande öppnades ett nytt schakt vid Långfallsgruvan. Det lyckades bättre.

## Tidsaxel
- 1893 byggdes det första anrikningsverket nere i Saxdalen och en linbana forslade malmen dit.
- 1903 byggdes ett nytt skrädhus vid gruvan samt malmfickor.
- 1910 började man sänka ett nytt donlägigt schakt. 1913 var det klart till 100 meter.
- 1923 köptes gruvan av AB Zinkgruvor.
- 1929 – 30 byggdes ett anrikningsverk vid gruvan på Saxberget med en selektiv flotationsmetod.
- 1934 brann anrikningsverket och laven.
- 1935 blev den återuppbyggda nya anläggningen klar.
- 1946 skedde ett ras.
- 1947 brann gruvfogdebostaden.
- 1948 uppfördes ett gruvkontor på grunden till den nerbrunna gruvfogdebostaden. Öster om virkesmagasinet ombyggdes den gamla ungkarlsbostaden till snickarverkstad.
- 1951 genomfördes omfattande ombyggnader och monteringsarbeten i anrikningsverket.
- 1952 byggdes maskinhuset om.
- 1957 övertog Boliden AB gruvan.
- 1971 renoverades gruvstugan och påbörjades byggandet av ett nytt kontor för gruvarbetsledare.
- 30 september 1988 upphörde brytningen.

Gruvan låg sedan i malpåse tills ett miljömässigt restaureringsarbete påbörjades.
Ägaren Boliden AB och Naturvårdsverket stod för kostnaden.
Brytningen i Långfallsgruvan har dominerats av zinkmalm med mindre andelar kopparmalm och blyglans. I västra delen av fyndigheten dominerar zinkmalmen, mot öster uppträder zink-, bly- och kopparmalm.
Kopparkis, blyglans, zinkblände, magnetkis och svavelkis har brutits i omfattande mängder.

## Exempel på en årsproduktion
År 1986 var 115 personer var anställda vid gruvan, 71 arbetade i gruvan, 19 i anrikningsverket, 20 ovan jord och 5 arbetade med administration.
Samma år var den planerade produktionen:
- Zinkslig 16 000 ton
- Blyslig 4 100 ton
- Kopparslig 4 200 ton

Med följande metallinnehåll:
- Zink 8 500 ton
- Bly 2 600 ton
- Koppar 1 000 ton
- Silver 4 000 kg
- Guld 28 kg

## Miljöproblem
Betydande kvantiteter zink och bly har utvunnits ur malmen från Långfallsgruvan. Stora mängder restprodukter i form av gråberg och anrikningssand har erhållits som en biprodukt vid sidan av de utnyttjade mineraler som tagits ur gruvan. I byn Saxdalen har även funnits smältverk som efterlämnat slagger. Vittring av restprodukter har resulterat i att betydande mängder metaller frigjorts. När gruvan stängdes fastställdes att den årliga transporten av zink till sjön Saxen var 17 ton.
Efter gruvdriftens nedläggning har ett omfattande restaureringsprojekt genomförts av ägaren Boliden AB och Miljöverket. Miljöverket har tagit det ekonomiska ansvaret för den miljöskada som skett innan Boliden AB blev ägare.